# Моксетумомаб пасудотокс
Моксетумомаб пасудотокс — конъюгат антитело-препарат для лечения волосатоклеточного лейкоза. Одобрен для применения: США (2018).

## Механизм действия
Конъюгат фрагмента анти-CD22 моноклонального антитела и фрагмента экзотоксина Pseudomonas aeruginosa.

## Показания
- рецидивирующий или рефрактерный волосатоклеточный лейкоз[3]

## Способ применения
Внутривенная инфузия.

## Беременность
- Женщины детородного возраста во время лечения и один месяц после него должны использовать методы контрацепции[3].

## Побочные эффекты
К распространённым побочным эффектам относятся реакции, связанные с инфузией — отеки, вызванные избытком жидкости в тканях организма (отёк), тошнота, усталость, головная боль, лихорадка (пирексия), запор, анемия и диарея.
В назначении также пишется предупреждение о риске развития синдрома капиллярной утечки — состояния, при котором жидкость и белки вытекают из крошечных кровеносных сосудов в окружающие ткани. Симптомы синдрома капиллярной утечки включают затрудненное дыхание, увеличение веса, гипотонию или отёки рук, ног и/или лица. В предупреждении также отмечается риск развития гемолитико-уремического синдрома — состояния, вызванного аномальным разрушением эритроцитов. Женщинам, кормящим грудью, не следует назначать моксетумомаб пасудотокс.